# Carlton Freeman
Carlton Freeman – trener piłkarski z Wysp Dziewiczych Stanów Zjednoczonych.

## Kariera trenerska
Od 2004 do 2008 prowadził narodową reprezentację Wysp Dziewiczych Stanów Zjednoczonych.